# Городской фольклор
Городской фольклор — часть фольклорного наследия, включающая в себя, помимо общеупотребительных видов и жанров народно-поэтического творчества, специфически городские их «модификации». Например: городские народные гуляния, городской романс, городские игровые песни и танцы.
Городской фольклор отличается от предшествующих ему устных традиций сельского крестьянства. В первую очередь, он идеологически маргинален, поскольку основные идеологические потребности горожан удовлетворяются другими способами, к устным традициям прямого отношения не имеющими (массовой литературой, кино и другими зрелищами, продукцией средств массовой информации). Кроме того, городской фольклор фрагментирован в соответствии с социальным, профессиональным, клановым, возрастным расслоением общества, с его распадом на слабо связанные между собой ячейки, не имеющие общей мировоззренческой основы.

## Виды городского фольклора
- Малые жанры современного городского фольклора
- Анекдот
- Современная городская несказочная проза
- Современный городской песенный фольклор
- Современная обрядовая практика
- Письменный фольклор
- Современный детский фольклор
- Фольклор городских субкультур
- Блатной фольклор
- Интеллигентный фольклор
- Современный городской фольклор в русской культуре XX века[2].

## Изучение
В течение долгого времени культурой города в России фольклористы не интересовались, она была прерогативой литераторов и бытописателей-краеведов. Первые фиксации текстов прозаического городского фольклора, в основном, делались непрофессионалами, среди которых можно отметить Б. 3. Баранова, чьи записи московских преданий 20-х годов остаются одними из сравнительно немногих свидетельств об устной городской прозе начала XX века.